# کیمسا چاتا (آرکیپا)
کیمسا چاتا (به اسپانیایی: Kimsa Chata) یک کوه در پرو است که در Huaynacotas District واقع شده‌است. کیمسا چاتا ۵٬۰۹۱ متر بالاتر از سطح دریا واقع شده‌است.